# Manihot pruinosa
Manihot pruinosa är en törelväxtart som beskrevs av Johann Baptist Emanuel Pohl. Manihot pruinosa ingår i släktet Manihot och familjen törelväxter. Inga underarter finns listade i Catalogue of Life.